# Hell in a Cell (2022)
Hell in a Cell (2022) là sự kiện phát trực tiếp và trả tiền cho mỗi lần xem và đấu vật chuyên nghiệp hàng năm do WWE sản xuất. Nó được tổ chức cho các đô vật từ các bộ phận thương hiệu Raw và SmackDown. Sự kiện diễn ra vào ngày 5 tháng 6 năm 2022, tại Allstate Arena ở ngoại ô Chicago của Rosemont, Illinois.
Bảy trận đấu đã được diễn ra tại sự kiện này. Trong trận đấu tâm điểm, Cody Rhodes đã đánh bại Seth "Freakin" Rollins trong trận đấu Hell in a Cell. Trong các trận đấu nổi bật khác, The Judgement Day (Edge, Damian Priest và Rhea Ripley) đã đánh bại AJ Styles, Finn Bálor và Liv Morgan trong một trận đấu đồng đội hỗn hợp six-person, Bobby Lashley đánh bại Omos và MVP trong trận đấu 2-on-1 handicap, và trong trận đấu mở màn, Bianca Belair đã đánh bại Asuka và Becky Lynch trong trận đấu triple threat để giữ lại đai vô địch Raw Women's Championship. Sự kiện này đã nhận được những đánh giá tích cực từ các nhà phê bình, với trận đấu tâm điểm nhận được sự hoan nghênh nhiệt liệt. Rhodes và Rollins được khen ngợi về màn trình diễn của họ nhưng người hâm mộ và các nhà phê bình đặc biệt ca ngợi nỗ lực của Rhodes trong việc thi đấu bên trong Hell in a Cell mặc dù anh ấy bị thương.

## Tổ chức
| Vai trò                          | Tên                        |
| -------------------------------- | -------------------------- |
| Bình luận viên tiếng Anh         | Michael Cole (SmackDown)   |
| Bình luận viên tiếng Anh         | Jimmy Smith (Raw)          |
| Bình luận viên tiếng Anh         | Corey Graves (all matches) |
| Bình luận viên tiếng Anh         | Byron Saxton (Raw)         |
| Bình luận viên tiếng Tây Ban Nha | Marcelo Rodriguez          |
| Bình luận viên tiếng Tây Ban Nha | Jerry Soto                 |
| Thông báo viên sàn đấu           | Mike Rome (Raw)            |
| Thông báo viên sàn đấu           | Samantha Irvin (SmackDown) |
| Trọng tài                        | Danilo Anfibio             |
| Trọng tài                        | Jason Ayers                |
| Trọng tài                        | Jessika Carr               |
| Trọng tài                        | Daphne Lashaunn            |
| Trọng tài                        | Eddie Orengo               |
| Trọng tài                        | Ryan Tran                  |
| Trọng tài                        | Rod Zapata                 |
| Người điều khiển trước trận đấu  | Kayla Braxton              |
| Người điều khiển trước trận đấu  | Kevin Patrick              |
| Người điều khiển trước trận đấu  | Peter Rosenberg            |
| Người điều khiển trước trận đấu  | Booker T                   |
| Người điều khiển trước trận đấu  | Jerry Lawler               |

### Các trận đấu sơ bộ
Bianca Belair bảo vệ đai vô địch Raw Women's Championship trước Asuka và Becky Lynch trong một trận đấu triple threat. Asuka bắt Belair và tung đòn khóa Armbar, nhưng Belair đã phản công và quăng cô ta vào góc trên cùng dây thừng sàn đấu. Lynch thực hiện cú Natural Selection trên Belair. Asuka tung đòn khóa Double Ankle Lock vào cả 2 đô vật, nhưng cả hai đều chạm vào dây thừng. Lynch tung đòn Manhandle Slam vào Belair, nhưng Asuka đã phá đựoc trước khi đếm đến ba. Cuối cùng, Lynch đã ném Belair ra khỏi sàn đấu và đánh Asuka bằng cú đấm Manhandle Slam thứ hai. Belair quay lại ném Lynch ra khỏi sàn đấu và ghim Asuka để giữ lại danh hiệu.
Bobby Lashley đấu với Omos và MVP trong trận đấu 2-on-1 handicap. Trong thời gian cuối trận, MVP đã ném Lashley ra khỏi sàn đấu bằng cú Player's Boot. Omos hất Lashley làm đổ hàng rào, nhưng Lashley đã quay trở lại sàn đấu khi trọng tài đếm đến chín. Cedric Alexander bước ra sàn đấu, nhưng bị Omos ném ra ngoài. Sự gây rối từ Alexander giúp Lashley tung cú Spear vào Omos để giành chiến thắng trong trận đấu.
Ezekiel đối đầu Kevin Owens. Owens thực hiện cú Tornado DDT và suýt nữa giành chiến thắng. Owens truy cản Swanton, nhưng Ezekiel đã giơ đầu gối lên đá. Owens tung đòn Pop-Up Powerbomb. Ezekiel leo lên vị trí cao nhất sàn đấu, nhưng Owens đã giật được anh ta trên dây thừng. Owens hạ gục Ezekiel khỏi dây và sau đó tung một cú Cannonball vào góc. Owens tung đòn Stunner vào Ezekiel để giành chiến thắng trong trận đấu.
AJ Styles, Finn Bálor và Liv Morgan đối đầu The Judgment Day (Edge, Damian Priest và Rhea Ripley) trong trận đấu đồng đội six-person mixed. Hai đội ẩu đả trên sàn đấu khi bắt đầu. The Judgment Day đã dành phần lớn thời gian của trận đấu để vô hiệu hóa Bálor khỏi đồng đội của anh ta. Cuối cùng, Styles đã đập tay đổi người và đánh Edge bằng cú Phenomenal Forearm, nhưng Priest đã kéo Styles ra khỏi sàn đấu trong lúc trọng tài đếm. Ripley cố gắng thực hiện cú Riptide, nhưng Morgan đã đảo ngược và tung cú DDT. Priest tung cú South of Heaven Chokeslam vào Bálor, nhưng sau đó chịu cú đánh Phenomenal Forearm từ Styles. Edge ném Styles vào trụ sàn đấu trong khi Bálor lại cố gắng thực hiện cú Coup de Grâce, nhưng Ripley đã can ngăn. Sau khi Morgan hạ gục Ripley, Bálor đã bỏ lỡ cú Coup de Grâce khi Edge di chuyển và sau đó tung cú vào Bálor để giành chiến thắng trong trận đấu.
Madcap Moss đấu với Happy Corbin trong trận đấu No Holds Barred. Corbin đánh Moss bằng một chiếc ghế thép, nhưng Moss đã giành quyền kiểm soát và đánh lại. Moss tung cú DDT vào Corbin. Ở bên ngoài, Corbin chạy và tung cú Chop Block vào Moss. Corbin kẹp chiếc ghế vào cổ Moss và ném anh ta vào bàn bình luận. Moss tung cú Fallaway Slam vào Corbin trúng vào các bậc thang bằng thép được dựng ở góc sàn đấu và sau đó đánh cú Punchline. Moss đặt cổ Corbin vào chiếc ghế thép và dùng các bậc thang đập lên ghế và ghìm chặt Corbin để giành chiến thắng trong trận đấu.
Theory bảo vệ đai United States Championship trước Mustafa Ali. Ali thực hiện cú 450 splash, nhưng Theory đã lăn xả và Ali bị thương ở đầu gối. Theory tấn công vào gối bị thương và đánh Ali bằng cú ATL để giữ lại danh hiệu.

### Trận đấu tâm điểm
Cody Rhodes đối đầu Seth "Freakin" Rollins trong trận đấu Hell in a Cell. Rollins bước ra trong trang phục có chủ đề chấm biếm để chế nhạo cha của Rhodes, Dusty, trong khi Rhodes thi đấu trong trận đấu với cơ ngực bị thương hoàn toàn. Rhodes đánh Rollins bằng cú Disaster Kick và Cody Cutter. Rhodes tung đòn khóa Figure-Four Leglock trên Rollins, nhưng đã thả ra sau khi Rollins chạm vào dây thừng. Rollins ném Rhodes vào lồng sắt nhiều lần với phần vai bị thương. Rollins tấn công phần vai bị thương bằng cách sử dụng các bậc thang bằng thép. Rollins rút một chiếc đai tạ chấm bi ra để đánh Rhodes vào phần vai bị thương. Rollins đã cố gắng thực hiện cú Frog Splash, nhưng Rhodes di chuyển và Rollins rơi xuống một cái bàn. Rhodes kéo một sợi dây gắn chuông bò ra từ dưới sàn đấu và cả anh và Seth đều buộc mình vào nó. Rhodes đánh Rollins vào đầu bằng quả chuông bò và suýt giành chiên thắng. Rollins đã dùng sợi dây để đập vai trước của Rhodes vào trụ sàn đấu. Rhodes đã thực hiện cú Cross Rhodes trên Rollins. Rollins thực hiện cú Buckle Bomb trên Rhodes vào bàn bình luận. Rollins rút một chiếc búa tạ ra từ bên dưới sàn đấu, nhưng Rhodes đã kịp thời né tránh. Rhodes tung cú Pedigree vào Rollins và suýt giành chiến thắng. Rollins đánh Rhodes bằng cú Cross Rhodes, nhưng Rhodes đã có thể đánh trúng chính mình. Rollins nhấn vào đầu Rhodes bằng cú Stomp. Rhodes đã thực hiện cú Cross Rhodes hai lần trên Rollins trước khi dùng búa tạ đánh vào để giành chiến thắng.

## Kết quả
| #                                           | Kết quả | Thể loại                                                      | Thời gian |
| ------------------------------------------- | --- | ------------------------------------------------------------- | --------- |
| 1                                           | Bianca Belair (c) đánh bại Asuka và Becky Lynch bằng đòn kết liễu                                                    | Trận đấu Triple threat tranh đai WWE Raw Women's Championship | 18:55     |
| 2                                           | Bobby Lashley đánh bại Omos và MVP bằng đòn khóa                                                                     | Trận đấu 2-on-1 Handicap                                      | 8:25      |
| 3                                           | Kevin Owens đánh bại Ezekiel bằng đòn kết liễu                                                                       | Trận đấu đơn                                                  | 9:20      |
| 4                                           | The Judgment Day (Edge, Damian Priest và Rhea Ripley) đánh bại AJ Styles, Finn Bálor và Liv Morgan bằng đòn kết liễu | Trận đấu Six-man tag team                                     | 16:00     |
| 5                                           | Madcap Moss đánh bại Happy Corbin bằng đòn kết liễu                                                                  | Trận đấu No Holds Barred                                      | 12:05     |
| 6                                           | Theory (c) đánh bại Mustafa Ali bằng đòn kết liễu                                                                    | Trận đấu đơn tranh đai WWE United States Championship         | 10:25     |
| 7                                           | Cody Rhodes đánh bại Seth "Freakin" Rollins bằng đòn kết liễu                                                        | Trận đấu Hell in a Cell                                       | 24:20     |
| - (c) – chỉ người vô địch bước vào trận đấu | |                                                               |           |